# Megaluropidae
Megaluropidae es una familia de crustaceos anfípodos marinos. Sus 16 especies se distribuyen por todo el mundo.

## Clasificación
Se reconocen los siguientes géneros:
- Aurohornellia Barnard & Karaman, 1982
- Gibberosus Thomas & Barnard, 1986
- Megaluropus Hoeck, 1889
- Resupinus Thomas & Barnard, 1986